# Schulische Integration
Schulische Integration bezeichnet in der Pädagogik das Einbinden von Menschen, denen eine Behinderung attestiert wurde, in den Unterricht von nicht als „behindert“ geltenden Schülern.

## Geschichtliche Entwicklung in Deutschland
Vor dem 18. Jahrhundert gab es nur selten Unterricht für Kinder, die als „behindert“ galten. Er wurde fast ausschließlich von Privatlehrern durchgeführt, die sich ihre Arbeit besonders bezahlen ließen. Ihre Methoden hielten sie z. T. geheim. Gegen Ende des 18. Jahrhunderts begannen ungefähr zeitgleich mehrere Personen, Methoden für die Unterrichtung gehörloser Kinder zu suchen und zu testen. Dahinter standen soziale oder religiöse Motive. Die Methoden waren erfolgreich und wurden veröffentlicht, um mehr Kindern zu helfen. Etwas später wurde auch nach Methoden für blinde Kinder gesucht, um sie vor Verwahrlosung und Missbrauch zu schützen. Ziel war, dass sie sich nützlich machen und am gesellschaftlichen Leben teilhaben konnten. Nach und nach wurden auch Heimschulen (Rettungshäuser) für Verwahrloste sowie eine Art Krankenhausschulen für motorisch beeinträchtigte Kinder geschaffen (sogenannte Orthopädische Institute).
Schon zu Beginn des 19. Jahrhunderts setzte die Verallgemeinerungsbewegung ein. Die Kompetenzen der Gehörlosen-Lehrer sollten allen Lehrern zugänglich gemacht werden. Die Absicht dabei war, die hohen Kosten für die Heimunterbringung der Schüler zu sparen, mehr Schülern die Teilnahme am Unterricht zu ermöglichen, und nicht zuletzt sollten die Kinder an ihrem Heimatort leben und integriert sein können. Diese Bewegung ist ein früher Vorläufer der heutigen Integrationsbewegung. Mitte des 19. Jahrhunderts entstanden Schulen für geistig behinderte Kinder sowie Schulen für körperbehinderte Kinder. Um 1880 wurden aus vorherigen Nachhilfeklassen die Hilfsschulen gegründet. Sie waren für Schüler gedacht, die an der Volksschule nicht mithalten konnten, aber an Schulen für geistig behinderte Kinder unterfordert waren. Organisation und Inhalte entsprachen der Volksschule. Dabei waren die Klassen kleiner, Inhalte wurden reduziert und das Tempo verlangsamt. Um die Jahrhundertwende (19./20. Jahrhundert) wurden auch die besonderen Probleme schwerhöriger und sehbeeinträchtigter Schüler erkannt und in eigenen Schulformen beachtet. Auch für verhaltensauffällige Kinder wurden verschiedene Hilfen entwickelt. 
Es folgte die Zeit des Nationalsozialismus, in der die bisherigen Erfolge der Heil- bzw. Sonderpädagogik überwiegend rückgängig gemacht wurden. Ab 1934 wurden viele (ehemalige) Hilfsschüler sterilisiert. Ab 1939 wurde mit der Ermordung begonnen. In dieser Zeit wurde nicht der einzelne Mensch in seiner Würde geachtet, sondern eine Ideologie umgesetzt, in der der Einzelne nicht zählte. Dieser Zeitabschnitt der Geschichte wurde danach jahrzehntelang nicht untersucht und aufgearbeitet.
Erst nach der Gründung der Lebenshilfe (Selbsthilfeorganisation von Eltern geistig behinderter Kinder) 1958 wurde geistig bzw. körperbehinderten Kindern und Jugendlichen der Schulbesuch durch neue Schulgründungen wieder ermöglicht. Jedoch bestand erst ab Anfang der 1970er-Jahre wieder Schulpflicht für sie, d. h. viele konnten, durften oder mussten bis dahin keine Schule besuchen.
Schon seit den Anfängen des Sonderschulwesens war das Ziel, behinderte Menschen in die Gesellschaft zu integrieren. Sie sollten die gleichen Rechte haben und sich so weit wie möglich selbst versorgen können. Die Einteilung in verschiedene Fachrichtungen wurde ursprünglich vorgenommen, um Einzelnen gezielter helfen zu können und spezielle Unterrichtsmethoden auf ihre Wirksamkeit hin zu prüfen. Doch bergen solche Institutionen auch immer die Gefahr, Menschen zu stigmatisieren und in eine Kategorie einzuordnen. Heute geht man davon aus, dass alle Kinder (oder Menschen) verschieden sind und nicht alle zur gleichen Zeit und im gleichen Tempo das Gleiche lernen können. Neben Schwächen werden auch Teilleistungsstärken beachtet.
Vor allem durch die Initiative von Eltern behinderter Kinder wurden verschiedene Modellversuche zur gemeinsamen Unterrichtung behinderter und nicht behinderter Kinder durchgeführt. Diese Modellversuche verliefen positiv. Daher wird seit 1973 in verschiedenen internationalen Leitlinien die gemeinsame Unterrichtung empfohlen bzw. gefordert, was in die Schulgesetze der Bundesländer eingeflossen ist. Statt von Sonderschulbedürftigkeit wird nun von special educational needs, von speziellen Erziehungsbedürfnissen oder von sonderpädagogischem Förderbedarf gesprochen.
In Rheinland-Pfalz können Kinder mit sonderpädagogischem Förderbedarf heute (Stand: 2005) als Alternative zur Förderschule eine Schwerpunktschule bzw. in Einzelintegration eine Grundschule besuchen. Im Land Berlin wird der Integration dieser Kinder in die Regelschule, bereits seit 1989 als Option im Schulgesetz verankert, mit dem Schulgesetz von 2005 ausdrücklich Vorrang eingeräumt.

## Voraussetzungen für Integration
Voraussetzung ist in jedem Falle, dass der sogenannte sonderpädagogische Förderungsbedarf besteht, das heißt, dass durch geeignete (in der Regel standardisierte) diagnostische Verfahren festgestellt wird, wie und wie weit das Kind entwickelt ist. In der Folge werden pädagogische Maßnahmen ermittelt, die hilfreich erscheinen, das Kind zu fördern. Unterschieden wird nach den zum Zeitpunkt der Gutachtenerstellung festgestellten Lernhemmungen, wobei häufig multifaktorielle Behinderungen (Mehrfachbehinderungen) vorliegen. Für die folgenden Schülergruppen wurden „Sonderschulen“ bzw. „Förderschulen“ eingerichtet: 
- Einschränkung der intellektuellen Fähigkeiten: sogenannte Lernbehinderung
- Einschränkung der sensorischen Fähigkeiten: Sinnesbehinderung (Sehbehinderung, Blindheit, Hörbehinderung, Gehörlosigkeit)
- Einschränkung der motorischen Fähigkeiten: Körperbehinderung
- Einschränkung der Sprachfähigkeit: Sprachbehinderung
- Einschränkung der sozialen Fähigkeiten: soziales und emotionales Verhalten
- Einschränkung der kognitiven Fähigkeiten: geistige/kognitive Behinderung

Eine besondere Form ist die Mehrfachbehinderung; Kinder mit kognitiver Behinderung sind nicht selten zugleich körperbehindert oder in ihrer Sinneswahrnehmung beeinträchtigt. Auch ist zu beachten, dass bestimmte Behinderungen weitere nach sich ziehen, z. B. führt eine Hörbehinderung nahezu regelmäßig auch zu einer Sprachbehinderung. Man unterscheidet bei der Integration von Schülern mit Behinderung in die Regelschule zwei Formen, die sich aus den unterschiedlichen Unterrichtsansätzen ergeben, nämlich die zielgleiche Unterrichtung und die zieldifferente Unterrichtung.

## Zielgleiche Integration
Bei zielgleicher Integration werden alle Schüler nach den gleichen Rahmenrichtlinien unterrichtet. So werden z. B. Schüler mit Hör- und Sehbeeinträchtigung, Sprachbehinderung, Behinderung im emotional-sozialen Bereich oder auch einer Körperbehinderung zielgleich (mit den nichtbehinderten Schülern) unterrichtet. Dies setzt voraus, dass die Schule die Möglichkeit hat, den sogenannten „Nachteilsausgleich“ sicherzustellen. Konkret: besondere Sehhilfen (Lichtverhältnisse etc.) für sehbehinderte Kinder, technische Hörhilfen (z. B. Induktionsschleifen für drahtlose Hörgeräte) für die Kinder mit Hörbeeinträchtigung. In den Regelschulen können Schüler mit Behinderung durch den „mobilen Dienst“ Hilfestellung durch einen Sonderschullehrer erhalten, wenn der entsprechende Landeshaushalt hierfür entsprechende Stellen bzw. Stellenanteile vorsieht. Schüler, die zielgleich integriert werden sollen, haben keinen Anspruch auf eine Integrationsklasse. Ausschlaggebend dafür, ob die Schüler „integriert“ werden oder doch zu einer speziellen Sonderschule gehen sollen, sollte nach pädagogischen Vorstellungen der Wunsch der Eltern sein, nachdem sie ausführlich beraten worden sind.

## Zieldifferente Integration
Bei zieldifferenter Integration werden Schüler nach verschiedenen Rahmenrichtlinien unterrichtet. Der Unterricht findet an Regelschulen in Integrationsklassen statt. Sie müssen beantragt und genehmigt werden, bevor sie eingerichtet werden. In einer Integrationsklasse einer Grundschule arbeiten dann im Idealfall bei geringerer Schülerzahl ein Grundschullehrer und ein Sonderpädagoge zusammen.

## Rahmenbedingungen der schulischen Integration
Grundvoraussetzung dafür, dass die schulische Integration gelingt, ist eine positive Einstellung, sind Lern- und Arbeitsgrundkenntnisse und die Bereitschaft zur Integration. Beteiligte Lehrer, aber auch Mitschüler sowie deren Eltern müssen dabei lernen, Verständnis und Toleranz im Umgang mit den behinderten und nichtbehinderten Kindern zu entwickeln. Intensive und kooperative Eltern-Kindergarten-Förderzentren und Lehrerarbeit können diesen Prozess erleichtern und ermöglichen ihn. Dies allein reicht jedoch nicht aus, denn weitere wichtige Rahmenbedingungen in der Schulregion, der Schule und in den Klassen müssen gegeben sein. Diese Bedingungen sind auf das aufzunehmende behinderte Kind und seine individuellen Bedürfnisse sowie auf die jeweilige beabsichtigte Organisationsform (z. B. Integrationsklasse oder Einzelintegration) abzustimmen. Organisatorisch ist zu beachten, dass die Klasse, die behinderte Kinder aufnimmt, kleiner ist als eine Klasse ohne offensichtlich behinderte Kinder. Wenn vier bis fünf behinderte Kinder zu integrieren sind, sollte die Schülerzahl zwischen 20 und 22 Kindern liegen. Wird nur ein behindertes Kind in die wohnortnahe Regelschule aufgenommen (Einzelintegration), gilt die Regel: statt zwei nichtbehinderten Kindern wird ein behindertes Kind aufgenommen. Eine Ausnahme bildet hierbei die präventive Integration, bei der eine möglichst gleiche Anzahl von hörenden und hörbehinderten Kinder (6:6) gemeinsam unterrichtet werden.
Auch sollte die Schule den Bedürfnissen der behinderten Kinder entsprechen. Je nach Behinderungsart des jeweiligen Kindes sind notwendige bauliche und räumliche Voraussetzungen zu schaffen, etwa durch den Bau eines Fahrstuhls oder einer Rampe für ein im Rollstuhl sitzendes Kind. Klassenraum und Schulgelände sollten die Kinder zum Lernen anregen (z. B. „Ecken“ zum Lesen, Rechnen, Forschen und Experimentieren, ein Werkbereich). Es sollten auch behinderungsspezifische Hilfsmittel, z. B. ein spezieller Computer für ein sehbehindertes Kind, oder sonstige Spiel-, Lern-, Förder- und Therapiematerialien in der Schule vorhanden sein.
Handelt es sich um zieldifferente Integration, welche die Regel ist, vergrößert sich die Spannbreite an Fähigkeiten der Schüler, die ohnehin in jeder Klasse unterschiedlich sind. Da nun nicht mehr alle Schüler an den gleichen Lernzielen arbeiten, steigen die Anforderungen an den Lehrer und die oft personell, pädagogisch und von Elternseite her unterbesetzte Schule. Daher ist zusätzliches Personal und damit die Zusammenarbeit unterschiedlicher Disziplinen notwendig. Ein zweiter Pädagoge (meist ein Sonderschullehrer oder eine Pädagogische Fachkraft) unterstützt den Regelschullehrer bei der Unterrichtung der Klasse (sogenanntes Team-Teaching oder kooperativer Unterricht). Je nach Eigenart und Umfang des besonderen Förderbedarfs des behinderten Kindes wird der Klasse eine bestimmte Zahl an zusätzlichen Personalstunden zugeteilt. Bei schwerstbehinderten Kindern oder Kindern mit erheblichen Verhaltensauffälligkeiten ist im allergünstigsten Fall ständig ein zweiter Erwachsener anwesend.
Der integrative Unterricht muss die Verschiedenheit der Kinder, ihre individuellen Interessen, Fähigkeiten und ihr jeweiliges Lerntempo berücksichtigen (Individualisierung und Differenzierung des Unterrichts). Wenn für das behinderte Kind andere Lernziele als für den Großteil der Klasse gelten, so ist es wichtig, eine Balance zwischen individuellem Lernangebot und gemeinsamen Lernsituationen zu finden. Somit haben die Kinder Gelegenheit, auch voneinander lernen zu können, und zwar auch die nichtbehinderten Kinder vom behinderten Kind. Unverzichtbar ist auch eine Leistungsbewertung, welche die Lernentwicklung der einzelnen Kinder in den Vordergrund stellt. Anstelle von Ziffernzeugnissen, die sich am Klassendurchschnitt orientieren, bieten sich verbale Entwicklungsberichte an.
Integrationspädagogische Kenntnisse sowie didaktische Kompetenzen können in Fort- und Weiterbildungen erworben werden. Wünschenswert wäre z. B. der Ausbau einer Ganztagsbetreuung, damit mehr Zeit bleibt, um den Lernstoff zu vertiefen und soziale Kontakte zu pflegen. Um das behinderte Kind auch in seinem Wohnort verstärkt einzubinden, sollte die Schule im Rahmen ihrer Nachmittagsangebote mit örtlichen Vereinen, Jugendhäusern etc. zusammenarbeiten. Eventuell sollten besondere Förderangebote für das Kind, z. B. Sprachtherapie, angeboten werden. Vorteilhaft wäre auch, dass die beteiligten Lehrer ihre Erfahrungen mit Kollegen austauschen, die ebenfalls in Integrationsgruppen arbeiten. Es können auch regionale Beratungs- und Koordinierungsstellen für Integration eingerichtet werden. Viele Anträge auf eine bestimmte Integrationsmaßnahme scheitern aber bereits an den nicht herstellbaren Rahmenbedingungen.

## Integration von geistig und schwer mehrfach behinderten Kindern und Jugendlichen
Die Ansichten, ob Kinder und Jugendliche mit geistiger Behinderung oder schweren Mehrfachbehinderungen bildbar sind, haben sich im Laufe der Zeit stark verändert: Früher wurden diese Kinder als schulbildungsunfähig bezeichnet und deshalb in Sonderschulen beziehungsweise Krankenhäuser aufgenommen. Heute dagegen werden diese Kinder teilweise schon in Regelschulen integriert.
Grundsätzlich sind bei der Integration von geistig und schwer mehrfach behinderten Kindern und Jugendlichen die allgemeinen Rahmenbedingungen für die Integration von behinderten Kindern in die Regelschule zu beachten. Hier soll nur noch ergänzt werden, was speziell für diesen Personenkreis gilt. Um auch sehr kleine Lernfortschritte ermitteln und würdigen zu können, sollten diese Schüler besonders differenziert beobachtet werden. Auf dieser Grundlage kann für jedes schwer behinderte Kind ein individueller Lehrplan entwickelt werden. Dies schließt ein, dass auch geistig und schwer mehrfach behinderte Kinder und Jugendliche ihre eigenen Lernziele haben, denn ihre Fortschritte kann man nicht an denen anderer messen (wie eigentlich jedes Kind wie beim Golf nur an seinem eigenen Fortschritt gemessen werden sollte); nur so können sie Erfolgserlebnisse haben und müssen nicht ständig Unerreichbares anstreben. Nur wenn sich die Kinder und Jugendlichen an ihren individuellen Lernmöglichkeiten und -fortschritten messen können, können sie selbstsicher werden.
Insgesamt wäre ein handlungsorientiertes Vorgehen, das die unterschiedlichen Lerntypen berücksichtigt, im Unterricht günstig, da auf diese Weise die Eigenständigkeit gefördert und gefordert wird, was als ein hohes Lernziel in dem oftmals weitgehend fremdbestimmten Leben von geistig oder schwer mehrfach behinderten Kindern und Jugendlichen anzusehen ist. In einem solchen integrativen Unterricht mit schwer behinderten Kindern ist es des Weiteren wichtig, dass sich mindestens zwei Pädagogen in der Klasse befinden, da viele zusätzliche Aufgaben für die Lehrkräfte dazu kommen. Denn gerade für diese Schüler ist es unerlässlich, lebenspraktische Fertigkeiten (zum Beispiel Körperpflege, Essen) im Tagesverlauf einzuüben. Aus zeitlichen Gründen würde sich daher eine Ganztagsbetreuung grundsätzlich anbieten. Speziell für schwer mehrfach behinderte Kinder sollte ein so genannter Rückzugs- und Ruheraum vorhanden sein, in den sie sich bei Überforderung oder Unwohlsein zurückziehen können oder pflegerisch versorgt werden können. Auch sollte Platz geschaffen sein, um mit dem Kind therapeutische Übungen wie beispielsweise Ergotherapie und Krankengymnastik durchführen zu können. Und andere Kinder können im Umgang mit schwerstbehinderten Kindern differenzierte soziale Fähigkeiten entwickeln, zum Beispiel den anderen zu verstehen oder mit ihm auf einer nichtsprachlichen Ebene zu kommunizieren und in Dialog zu treten. Die Schwierigkeiten beim Integrationsversuch können auch zu einer selektiven Integration führen, in deren Rahmen nur Kinder integriert werden, die zu den Ressourcen der jeweiligen Schule passen.

## Integrationspraxis
Die Integration beschränkte sich vor dem Inkrafttreten des Übereinkommens über die Rechte von Menschen mit Behinderungen der Vereinten Nationen in Deutschland im Jahre 2009 hauptsächlich auf die Grundschule. Hier gab es bis 2009 weitaus die meisten Kinder mit Behinderung in Regelklassen. Die weiterführenden Schulen, besonders die Privatschulen, waren in Deutschland, anders als die Grundschule und anders als die Schulen in weltweit den weitaus meisten Ländern, geradezu Ausdruck von Selektion und verdankten ihre Existenz gerade der Desintegration. Sie standen damit so unter Selektionsdruck, dass sie sich eine umfassende Integration, die von pädagogischen Leitideen geprägt ist, gar nicht leisten konnten und wollten. Unter dem Druck der UN-Konvention jedoch sind alle Regelschulen gezwungen, auch Kinder mit Behinderung aufzunehmen und sie zu inkludieren. Im Gegensatz zur Integration geht es bei der Inklusion im Idealfall darum, die Besonderheit von Kindern möglichst nicht zu einem Problem zu machen. Bei der Integration hingegen erhalten solche Kinder, denen eine Diagnose einen sonderpädagogischen Förderbedarf attestiert, wegen ihrer „Sondersituation“ Hilfestellungen, auf die andere Kinder offiziell keinen Anspruch haben. 
In einigen Ländern wurden in den 2010er Jahren sogar Förderschulen eines bestimmten Typs ausgleitend geschlossen (z. B. die Förderschule mit dem Schwerpunkt Lernen in Niedersachsen), sodass lernschwache Schüler nicht mehr vom gemeinsamen Unterricht völlig ausgeschlossen werden konnten, was zwangsläufig zu einer Integration von Schülern, die früher als „lernbehindert“ eingestuft und exkludiert worden wären, in das Regelschulsystem führte. Damit entfiel zugleich die Notwendigkeit zu definieren, was eine „Lernbehinderung“ sei.
Auf den ersten Blick erstaunlich ist, dass auch die Integrierte Gesamtschule sich bis 2009 nicht in demselben Maß wie die Grundschule der Integration von Kindern mit Behinderung stellte. Sie tat dies zwar sehr viel mehr, als Gymnasien und Realschulen es versuchten, aber auch sie steht unter Selektions- bzw. Konkurrenzdruck (wenn auch bis 2009 nicht in der Form, dass einmal aufgenommene Schüler exkludiert wurden). Die Integration von Kindern mit Behinderung in die Sekundarstufen des Schulwesens steht immer noch erst am Anfang ihrer Entwicklung. Erst recht kann von einer Verwirklichung des Ideals der Inklusion am Ende der 2010er Jahre keine Rede sein.
Die Didaktiker Siegbert A. Warwitz und Anita Rudolf haben allerdings bereits in den 1970er Jahren eine differenzierte Konzeption entwickelt und praktisch erprobt, wie über die 
Form des Projektunterrichts eine soziale Integration behinderter und nichtbehinderter Kinder gestaltet werden kann. Über die Kooperation der Fächer Sport, Deutsch und Sachkunde werden Interaktionsräume erschlossen, die dem komplexen Problemfeld gerecht werden sollen. Die vorrangige Zielprogrammatik strebt eine gegenseitige positive Wahrnehmung, den Abbau von Vorurteilen und das Schaffen einer zielorientierten Kooperationsbereitschaft an. Methodisch erreicht werden soll das unter der Devise „Spielend-miteinander-Lernen“.

## Integrated Education
Im englischen Sprachgebrauch wird Integrated Education für den gemeinsamen Unterricht von römisch-katholischen und protestantischen Schülern in Nordirland verwendet.
Siehe auch: Präventive Integration, SIVUS-Methode